# 삼합점

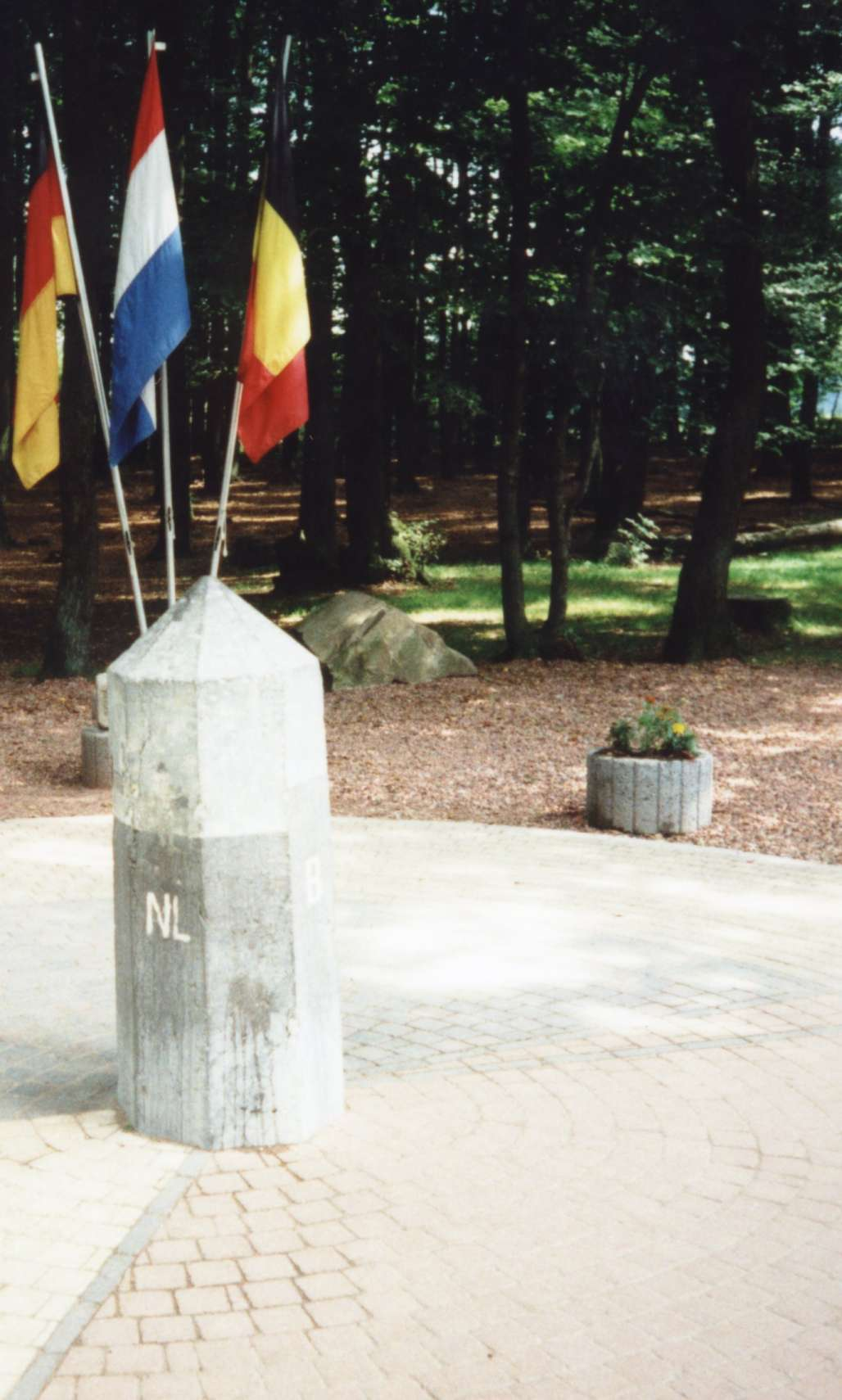
팔제르베르크 (독일/네덜란드/벨기에)

삼합점(三合點)이란 세 나라의 국경이 만나는 지점을 가리킨다. 현재 지구상에 157곳의 삼합점이 있으며, 한반도에는 러시아-조선민주주의인민공화국-중국 삼합점이 있다. 여러 나라와 맞닿은 나라일수록 삼합점도 많아 지는데, 중국은 16곳, 러시아는 10곳이나 된다. 섬나라나 한 나라와만 접해있는 나라는 삼합점이 없다.

## 삼합점의 사례
- 팔제르베르크 ( 네덜란드,  벨기에,  독일)
- 솅겐 ( 룩셈부르크,  프랑스,  독일)
- 바젤 ( 스위스,  독일,  프랑스)

### 과거의 삼합점
- 삼제삼합점 ( 독일 제국,  오스트리아-헝가리,  러시아 제국)

## 같이 보기
- 삼합점 목록